# Ленинский район (Пинская область)
Ле́нинский район (бел. Ленінскі раён) — административно-территориальная единица в Белорусской ССР в 1940—1960 годах, входившая в Пинскую, затем — в Брестскую область.

## История
Ленинский район с центром в деревне Ленин был образован в Пинской области 15 января 1940 года. 12 октября 1940 года установлено деление на 12 сельсоветов, деревня Ленин преобразована в городской посёлок, образован рабочий посёлок Микашевичи.
8 июня 1950 года центр района перенесён в Микашевичи. Отмечается, что де-факто центр района переместился в Микашевичи ещё в 1944 году, а к 1950 году относится законодательное оформление фактически осуществившегося переноса.
9 января 1952 года Ленин преобразован из городского посёлка в деревню, а подчинённая посёлку территория объединена со Стеблевичским сельсоветом в Ленинский сельсовет. 16 июля 1954 года упразднены четыре сельсовета.
20 января 1960 года Ленинский район был упразднён, а его территория передана трём районах разных областей.
В состав Лунинецкого района Брестской области переданы сельсоветы Любонский, Микашевичский, Редигеровский, Синкевичский и рабочий посёлок Микашевичи.
В состав Старобинского района Минской области — сельсоветы Милевичский, Хоростовский и Яськовичский.
В состав Житковичского района Гомельской области — Ленинский сельсовет.
По данным переписи населения 1959 года, в районе проживало 28 840 человек.

## Сельсоветы
- Ленинский (1952—1960);
- Любонский (1940—1960);
- Микашевичский (1940—1960);
- Милевичский (1940—1960);
- Периновский (1940—1954);
- Пузичский (1940—1954);
- Редигеровский (1940—1960);
- Синкевичский (1940—1960);
- Ситницкий (1940—1954);
- Стеблевичский (1940—1952);
- Тимошевичский (1940—1954);
- Хоростовский (1940—1960);
- Яськовичский (1940—1960).